# بلورش
بلورش یا بلوری‌شدن یا تَبَلوُر (به انگلیسی: Crystallization)، (تلفظ: کریس-تالای-زِیشن)فرایندی است که طی آن یک بلور جامد از یک محلول، بخار یا مذاب ماده‌ای ایجاد می‌شود. تولید بلور در جداسازی و تولید بسیاری از مواد شیمیایی در صنایع مختلف کاربرد دارد.
بلور یک ماده عبارتست از جهت یافتگی ذره‌ای و آرایش مولکولی و تثبیت این نظم در ماده.
معمولاً کانی‌ها به صورت اشکال منظم هندسی بلوری می‌شوند که به آن‌ها بلور می‌گویند. بلور را می‌توان به عنوان جسمی که دارای ساختمان اتمی منظم است، تعریف کرد. هرگاه بلور را به‌طور مداوم به قطعات کوچک تقسیم کنیم‏، به جایی می‌رسیم که دیگر قابل تقسیم کردن نیست. این جز کوچک غیرقابل تقسیم، معمولاً دارای شکل هندسی منظم است که اتم‌های تشکیل دهنده بلور در رئوس، مراکز سطوح، وسط یال‌ها یا مرکز آن قرار دارند و به نام واحد بلور یا سلول اولیه خوانده می‌شود.
هر جسم بلوری از پهلوی هم قرار گرفتن تعداد زیادی سلول اولیه تشکیل شده‌است که به نام شبکه بلور نامیده می‌شود. بسته به عناصر قرینه‌ای که در سلول اولیه وجود دارد، اجسام بلوری را به ۷ سیستم شامل دستگاه مکعبی، تتراگونال، تری‌گونال، هگزاگونال، ارتورومبیک، مونوکلینیک و تری کلینیک تقسیم می‌کنند.

## مثال‌ها
- گرفتن نمک از دریا: آب دریا وارد حوضچه‌هایی می‌شود و با استفاده از تبخیر و نور و گرمای خورشید نمک به وجود می‌آید.
- بلور نبات: با روش تغییر انحلال پذیری در محلول آب و جداسازی از روش تبلور آن به دست می آید.

## تاریخچه
علم بلورشناسی یا بلورنگاری دربارهٔ نحوه تشکیل و رشد بلورها و شکل ظاهری و ساختمان داخلی آن‌ها و نیز خصوصیات فیزیکی و شیمیایی مواد بلوری بحث می‌نماید. کلمه کریستال (Crystal) اصل یونانی دارد که از دو واژه (سرد= Kryos) و (سخت شدن= Stellesual) تشکیل شده که مجموعاً معنی سخت شدن در اثر سرما را می‌دهد.
فلاسفه قدیم نیز منشأ بلورهای یک سنگ را بلورهای یخ می‌دانسته‌اند که بر اثر تحمل سرمای بسیار شدید در طول مدت مدید، طوری سخت و مقاوم شده‌است که می‌تواند حرارت‌های بالاتر از صفر را هم تحمل نماید. در سال ۱۶۹۰، Huyghens دریافت که بلورها از اجتماع ذرات کوچکتر به وجود آمده‌اند و در سال ۱۹۱۲، M.V.Laue توانست تئوری ساختمان شبکه‌ای در بلورها را با استفاده از اشعه ایکس به اثبات برساند.

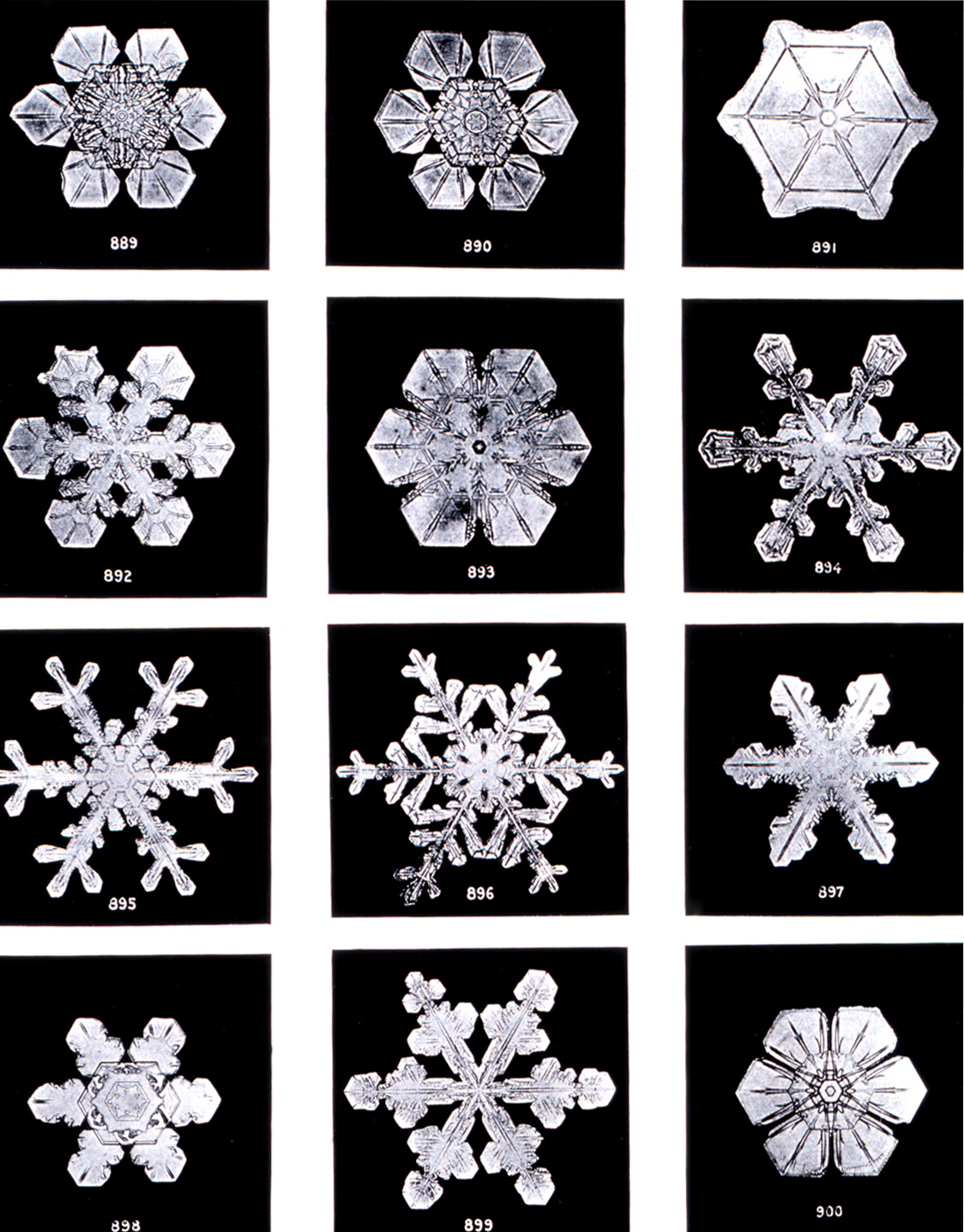
در طبیعت هر بلور برف شکلی گوناگون از دیگری دارد.

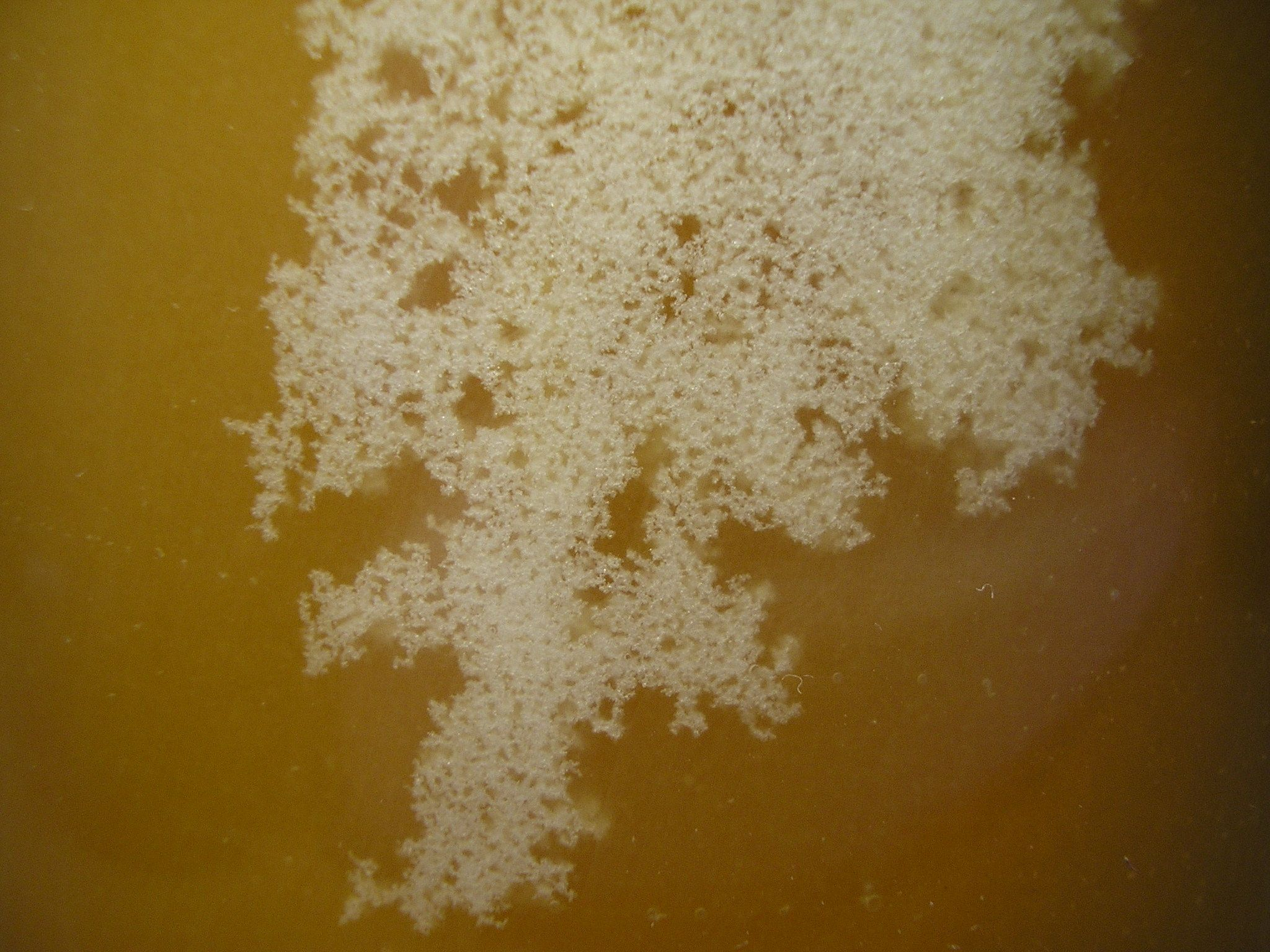
عسل بلورش شده

## بلورش و نمو بلورها
برای اینکه یک بلور بتواند تشکیل گردد، باید در وهله اول هسته آن بسته شود، پس از تشکیل، هسته شروع به نمو می‌کند تا بالاخره بلوری که به وسیلهٔ سطوح احاطه شده‌است، به وجود آید. هسته‌هایی بلور عبارتند از بلورهای ریزی با قطر تقریبی ۴۰ تا ۱۸۰ آنگستروم که به‌طور ناگهانی در بخارات و مایعات اشباع شده یا مواد مذاب سرد شده تشکیل می‌شوند. در اجسام جامد تشکیل بلور نقش مهمی را بازی می‌کند، مثلاً تشکیل بلور که در اثر فعل و انفعالات شیمیایی یا نارسائی‌های حرارتی در شیشه ایجاد می‌گردد، باعث از بین رفتن شفافیت شیشه خواهد شد.
بلورش معمولاً در موقع تبدیل یک حالت فیزیکی به حالت فیزیکی دیگر صورت می‌گیرد. این تبدیل به سه صورت زیر انجام می‌شود:

### بلورش در هنگام تبدیل حالت مایع به جامد
این نوع بلورش به دو صورت انجماد مواد مذاب و بلورش مواد محلول انجام می‌گیرد:

#### انجماد مواد مذاب
اگر ماده مذاب به سرعت سرد شود، اتم‌ها یا مولکول‌ها با هر موقعیتی که دارند، متراکم و بی‌حرکت می‌شوند و ماده منجمد می‌گردد. در این صورت جسمی جامد و ایزوتوپ بدون داشتن نظم ذره‌ای تشکیل می‌شود. اگر سرد شدن با آرامی و کند انجام شود، اتم‌ها و مولکول‌ها با توجه به نیروی جاذبه خود و اطاعت از شبکه بلورش کنار هم چیده شده و نطفه بلور را تشکیل می‌دهند. سپس در نتیجه اتصال سایر مولکول‌های منزوی و معلق در ماده مذاب به نطفه بلور، حجم آن افزایش می‌یابد تا اینکه به بلوری درشت تبدیل می‌گردد.

#### بلورش مواد محلول
در این نوع بلورش باید محلول به حال فوق اشباع باشد. در چنین محلول‌هایی بلورها تشکیل و ته‌نشین می‌شوند. این بلورها ابتدا به صورت نطفه‌های متحرک می‌باشند، علت تحرک آن‌ها حرکات قبلی یون‌ها و مولکول‌های سازنده آن‌ها است. در محلول‌ها نیز مانند انجماد مواد مذاب، رشد بلورها از طریق اتصال منظم یونها، اتم‌ها و مولکول‌های معلق در محلول به نطفه‌های بلور صورت می‌گیرد.

### بلورش در هنگام چگالش
در این حالت از بلورش، بلورها مستقیماً از تبدیل بخار به جامد حاصل می‌شوند. این بلورها معمولاً کوچک و دارای طرح اولیه می‌باشند که اصطلاحاً اسکلت بلور گفته می‌شود. در طبیعت، چگالش (تبدیل شدن گاز یا بخار به جامد) در گازهای خشک آتشفشانی دیده می‌شود. در این حالت مواد گازی آتشفشانی در شکاف‌های توده آذرین مستقیماً به بلور تبدیل می‌گردند. مثال بسیار روشن برای پدیده چگالش، تشکیل قشرهای بلور یخ ناشی از انجماد مستقیم بخار آب اتاق‌ها بر روی شیشه پنجره‌ها در سرمای زمستان می‌باشد.

### بلورش مواد جامد
حالت سوم بلورش که خوب شناخته نشده و در طبیعت فراوان دیده می‌شود، بلورش در محیط جامد است. در این حالت رشد بلورها بخرج بلورهای کوچکتر و تحت تأثیر فشار و حرارت و در مدت زمان طولانی صورت می‌گیرد. برای مثال امروزه سنگ‌های شیشه‌ای آتشفشانی خیلی قدیمی را بلوری می‌بینیم؛ بنابراین معلوم می‌شود که این‌گونه سنگ‌ها به تدریج در طول زمان بلورش شده‌اند. سنگ‌های آهکی دانه ریز که از بلورهای ریز کربنات کلسیم تشکیل شده‌اند، تحت تأثیر عوامل دگرگونی (فشار و حرارت) به مرمر که دارای بلورهای دانه درشت کلسیت است، تبدیل می‌گردد.

## تأثیر عوامل خارجی در نمو بلورها
شرایط زیر سبب به وجود آمدن اختلاف در اندازه بلورها می‌گردد:

### سرعت انجماد
افزایش طول مدت انجماد یک ماده مذاب امکان تغذیه شیمیایی بیشتر بلورها از ماده مذاب را فراهم می‌سازد؛ بنابراین کم شدن سرعت انجماد، موجب تشکیل بلورهای درشت و تسریع در انجماد سبب تشکیل بلورهای کوچک و ریز می‌گردد.

### وجود مواد فرار
وجود بخار آب و گازها در یک ماده مذاب، نقطه انجماد را پایین آورده و سرعت انجماد را کند می‌سازد؛ بنابراین باعث افزایش رشد بلورهای آن ماده می‌شود. به عنوان مثال در رگه‌های پگماتیت به علت وجود بخار آب و گازهای فراوان در ماده مذاب پگماتیتی، بلورها به مراتب درشت‌تر از بلورهای توده آذرین اصلی است، حال آنکه سرعت انجماد در رگه‌های پگماتیت از سرعت انجماد توده آذرین اصلی بیشتر بوده‌است.

### تراکم محلول
اندازه بلورها در یک محلول بستگی به درجه اشباع شدگی آن محلول دارد. در محلول‌های فوق اشباع تعداد مراکز بلورش فراوان می‌باشد و در نتیجه اندازه بلورها کوچک خواهد شد. برعکس در محلول‌هایی با درجه اشباع شدگی کمتر تعداد مراکز بلورش کم بوده و بنابراین اندازه بلورها درشت‌تر خواهد بود.

## مینبار یا ادخال در بلورها
در حین رشد بلور ممکن است موادی به صورت جامد، مایع یا گاز به سطح بلور بچسبد. ادامه رشد بلور باعث می‌شود که این مواد در درون بلور قرار گرفته، موجب تشکیل ادخال در داخل بلور گردد، حبابهایی خیلی کوچک گاز کربنیک همراه با آب در داخل بلور کوارتز یا قطرات خیلی کوچک آب در بلورهای نمک طعام و نیز قطرات مواد مذاب غیربلوری (شیشه) در درون بلورهای فلدسپات ادخال‌هایی می‌باشند که هم‌زمان با بلورش بلور در داخل آن قرار می‌گیرند.

## اجتماع بلورها
اجتماع بلورها به دو صورت اجتماع منظم و نامنظم مشاهده می‌شود:

### اجتماع نامنظم
در این نوع، اجتماع بلورها در جهات مختلف بدون رعایت نظم و ترتیب صورت می‌گیرد؛ مثلاً در یک توده نبات یا در اختلاط گچ زنده با آب می‌بینیم که گچ می‌بندد. سخت و یکپارچه شدن این ماده به علت بلورش مجدد بلورهای ژیپس و چسبیدن آن‌ها به یکدیگر صورت می‌گیرد.

### اجتماع منظم
هرگاه در زمان تشکیل و نمو بلورها، شرایط مناسب باشد، نطفه‌های بلور به‌طور اتفاقی در کنار هم نمی‌گیرند، بلکه طبق قواعد معین با نظم و ترتیب خاصی با یکدیگر، رشد و نمو خواهند نمود. صورتهای مختلف اجتماع منظم بلورها عبارتند از:

### اجتماع کروی (اسفرولیتی)
اگر بلورش ماده مذاب سریع صورت بگیرد و تعداد مراکز بلورش کم باشد، بلورها به شکل سوزن‌های باریک و به صورت دستجات کروی و جدا از هم تشکیل می‌شوند، مانند بلورهای سوزنی شکل طلا و کلرور پتاسیم که در سیستم کوپیک بلورش می‌شوند.

### اجتماع موازی
در این‌گونه تجمع، بلورها به‌طور موازی در کنار یکدیگر قرار می‌گیرند و دارای سطوح مشترکی می‌باشند. در اجتماع موازی بلورها معمولاً بلورهای هم‌جنس شرکت دارند، مانند بلور کوارتز.

### اجتماع بلورهای ناهمسان
علاوه بر بلور هم‌جنس، بلورهای غیرهم‌جنس نیز به نوبه خود تشکیل اجتماع منظم یا جهت‌دار می‌دهند. این نوع اجتماعات بر پایه تشکیل نطفه بلوری بر روی بلور دیگری قرار دارد، به نحوی که سطح مشترک بین دو بلور از نظر ساختمان شبکه‌ای مشابه باشند. برای مثال، اغلب بر روی بلورهای ورقه‌ای هماتیت بلورهای سوزنی شکل روتیل نمو نموده‌اند و در پگماتیتها بلورهای کوارتز در داخل بلور ارتوز به صورت اجتماع موازی دیده می‌شود.

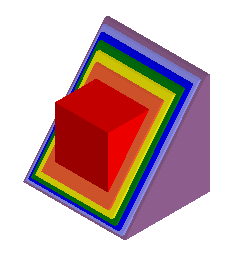
رشد بلور

### ویژگی‌های مواد بلوری شده
اجسام بلوری شده به خاطر داشتن شکل مخصوص، سختی، خاصیت ارتجاعی، مقاومت محدود در مقابل حرارت و فشار و نقطه ذوب از مایعات و گازها متمایز می‌شوند. بعضی از مواد بلوری مانند پارافین نرم هستند و اجسامی مانند شیشه و پلاستیک هرچند که جامدند، ولی بلوری نمی‌باشند. بلورها اجسامی همگن و ان‌ایزوتوپ هستند. ان‌ایزوتوپ بودن بلور به این علت است که اختصاصات فیزیکی مانند سرعت انتشار حرارت و نور یا درجه سختی و غیره در جهات موازی آن‌ها برابر می‌باشد و در جهات مختلف نابرابر می‌باشد.

### رنگ بلورها
هرگاه بخش اعظم نور از بلور عبور کند و فقط مقدار کمی از آن جذب گردد، بلور شفاف دیده می‌شود و چنانچه مقدار نور جذب شده و نوری که از بلور عبور می‌کند، تقریباً برابر باشد، بلور نیمه شفاف به نظر می‌رسد. در صورتی که اگر تمام نور وارده جذب گردد، بلور تیره دیده می‌شود. هرگاه جذب نور برای طول موج‌های مختلف متفاوت باشد، بلور رنگی بنظر می‌رسد.
بعضی از بلورها دارای رنگ‌های مشخص هستند، مثلاً مالاکیت دارای رنگ سبز و ازوریت دارای رنگ آبی آسمانی می‌باشد. تعدادی از بلورها در اصل بی‌رنگ می‌باشند، ولی در اثر وجود ناخالصی یا پیگمان به رنگ‌های مختلفی دیده می‌شوند؛ مثلاً کوارتز بی‌رنگ بوده، ولی در اثر ناخالص دارای رنگ‌های سفید، بنفش، دودی، زرد، صورتی و سیاه می‌باشد یا وجود کروم به صورت پیگمان در کروندوم باعث رنگ قرمز آن می‌شود.

## برخی از کاربردهای بلورها
بلورهای LiF, KCl, CaF2, NaCl و نظایر آن‌ها در ساختن وسایل نوری بکار می‌روند.
بلورهائی با خاصیت پیروالکتریسته مثل BaTiO۳ در صنعت الکترونیک کاربرد دارند.
بلورهای SiC در تهیه ترانزیستور و روبین یا یاقوت در تهیه اشعه لیزر مورد استفاده قرار می‌گیرند.
بلورها برحسب نوع ذرات تشکیل دهنده و نیروهای نگه دارنده این ذرات به چهار نوع بلورهای یونی، مولکولی، کووالانسی (مشبک)، فلزی گروه‌بندی می‌شوند.

## کاربرد بلورش
مهم‌ترین روش جهت خالص کردن اجسام جامد (اکثر مواد آلی به صورت جامد هستند) بلورش مکرر است. به این ترتیب که مادهٔ ناخالص را در یک حلال مناسب در گرما تا حد اشباع حل می‌کنند. محلول گرم را صاف و مواد حل نشده را جدا می‌کنند. بعد محلول را آنقدر سرد می‌کنند تا جسم مورد نظر به صورت بلور تشکیل شود. عمل خالص کردن در نتیجهٔ یکبار کریستالیزاسیون کامل نمی‌شود و در بعضی موارد چندین بار تکرار می‌شود. عمل وقتی کامل است که حداکثر محصول بدست آید. در عمل گاهی با حلال‌های مختلف یا مخلوط آن‌ها کریستالیزاسیون انجام می‌شود. عمل کریستالیزاسیون به دو روش می‌تواند صورت بگیرد:
1. در اثر حل نمودن ماده در حلال
2. در اثر سرد کردن تا زیر نقطهٔ انجماد

بلوری کردن با کمک حلال از بهترین روش‌هاست؛ زیرا که ناخالصی‌ها در حلال انتخاب شده به مراتب حلالیت کمتری دارند. در نتیجه ماده نسبتاً خالص تهیه می‌شود.
ترکیبی که می‌خواهیم بلوری کنیم را باید در یک حلال یا مخلوطی از حلال‌های داغ، محلول بوده و در حالت سرد همان حلال‌ها نامحلول باشد. عمل خالص‌سازی در صورتی انجام می‌شود که ناخالصی یا درحلال سرد محلول باشد یا در حلال داغ نامحلول باشد. در حالت دوم محلول را به صورت داغ صاف می‌کنیم تا ناخالصی‌های محلول جدا شوند. اگر محلول رنگی باشد و ما بدانیم که جسم مورد نظر بیرنگ است مقدار کمی از زغال رنگبر به محلول سرد اضافه نموده سپس آن راحرارت داده، به صورت داغ صاف می‌کنیم. زغال رنگبر، ناخالصی‌های رنگی را جذب می‌کند.
انتخاب محیط بلورش کارساده‌ای نیست، رفتار حلالیت ترکیب یا باید شناخته شده باشد یا باید به طریق تجربی مشخص گردد؛ مثلاً وقتی که بلورش پارادی بروموبنزن مورد نظر باشد مخلوطی از اتانل و آب به کار می‌رود. ترکیب هم در اتانل سرد و هم در اتانل داغ محلول است: از اینرواتانل تنها، برای این کار مفید نیست. از طرف دیگر این ترکیب چه در آب سرد و چه درآب داغ کم محلول است بنابراین آب تنها نیز برای این کار مفید نیست. اما مخلوط مساوی از الکل و آب در حالت داغ حلال خوبی برای جسم است و در حالت سرد حلالیت آن جزئی است از اینرو از مخلوط این دو حلال برای بلورش پارادی بروموبنزن استفاده می‌شود.
بعضی مواقع عمل بلورش خودبخود صورت نمی‌گیرد و باید آن را بر اثر تحریک بلوری نمود. بدین منظور یا جدارداخلی ظرف در سطح محلول را می‌خراشند یا ذراتی خالص از همان جسم را در محلول سرد وارد می‌کنند تا بلورش شروع شود. بسیاری از ترکیبات بر اثر سردکردن محلول یا سردکردن به همراه هم زدن به صورت بلور در می‌آیند. برخی ترکیبات به صورت روغن درآمده چندین ساعت و حتی گاهی چندین روز وقت لازم است تا بلور تشکیل شود.